# Sega Virtua Processor
O Sega Virtua Processor ou simplesmente SVP é um coprocessador lançado pela Sega em 1994 para que o Sega Mega Drive renderizasse gráficos 3D.
O SVP é uma resposta da Sega ao processador Super FX da Nintendo, utilizado em alguns jogos como Star Fox.

## Dados Técnicos
O SVP é, acredita-se, um Samsung SSP1601 16-bit. Convencionando-o como um SH-x DSP utilizado nos processadores do 32X e no Saturn.
Rodando a uma velocidade de 23 MHz ele pode calcular 300 a 500 polígonos por frame a 15 frames por segundo, algo entre 4500 e 6000 polígonos por segundo, exibindo, no máximo, 16 cores simultâneas. Sobre o microchip encontra-se um pequeno dissipador pois costuma esquentar ao ser exigido.
O único jogo a utilizar o SVP foi Virtua Racing para Mega Drive. Sua principal função é fazer os cálculos necessários aos gráficos poligonais do jogo.

## Implementações
No momento de seu lançamento, o SVP elevou consideravelmente o preço do jogo Virtua Racing (o jogo custava US$ 100,00 nos Estados Unidos), sendo essa uma das razões da Sega não produzir nenhum outro jogo com o SVP, a outra era o desenvolvimento do 32X, periférico do Mega Drive que viria a usar dois microprocessadores semelhantes.
Uma versão para 32X do jogo foi lançada com o nome de Virtua Racing Deluxe em 1994,  com carros e pistas mais elaborados para aproveitar o maior poder de processamento do periférico.

## Emulação
Emular corretamente o SVP não é uma tarefas das mais fáceis. Faltava dados técnicos e esquemas para facilitar a tarefa, a baixa popularidade do jogo e por ser o único que usa SVP também não incentivava muito qualquer programador. Então surgiu o emulador PicoDrive, foi o primeiro a emular o SVP , porém com várias falhas de geometria e bugs no sistema de cores no início. Problemas que foram solucionados em versão posterior e por fim o projeto se finalizou com uma emulação estavel. Futuros projetos levam esse emulador para outra platraformas. como o PSP e celulares.
Em dezembro de 2008, foi lançado o Kega Fusion na versão 3.6, esse consegue emular o SVP com perfeição além de aplicar vários filtros de imagem.
Hoje o Sega GENESIS Plus, emulador de Mega Drive para Nintendo Wii também roda com perfeição o jogo Virtua Racing de Mega Drive.

## Links
- More information about the SVP
- Sega's SVP Chip: The Road not Taken?
- SVP Reference Guide (annotated)
- SVP Register Guide (annotated)